# 比森特·福克斯
比森特·福克斯·克萨达（西班牙語：Vicente Fox Quesada，西班牙語發音：[biˈsente ˈfoks keˈsaða]；1942年7月2日—）墨西哥政治家，第70任墨西哥总统，身高197厘米。

## 家世
福克斯家族原姓德文的Fuchs，后来改成了英文的Fox，母亲是西班牙人，来自巴斯克地区，父親是具有德国、法国和西班牙血统的墨西哥人。福克斯的祖父是出生于美國俄亥俄州辛辛那提的约瑟夫·路易斯·福克斯，是德国天主教移民路易斯·福克斯和斯特拉斯堡的凯瑟琳娜·伊丽莎白·弗拉克的儿子。福克斯从小在瓜纳华托州的自家所有的农场内长大、之后在墨西哥城伊比利亞美洲大學经营学部、哈佛商學院的经营课程学习，后来在可口可乐公司就职、成为了货运部门的顾问。他尽管大学还没有毕业就已经成为了墨西哥可口可乐公司的社长，继续到2000年总统候选时成为了拉丁美洲范围内的可口可乐公司的管理者。
福克斯29岁时与莉利亚·德拉孔查结婚，婚后无子女。1991年，与莉利亚离婚，收养有2女2子。2001年7月，福克斯与其新闻发言人玛尔塔·萨阿贡结婚。他在当地瓜纳华托州，以去世了的外甥的名字命名修建了一座儿童护养设施名为丹尼尔朋友「AMIGO DANIEL」。

## 政治生涯
1988年，福克斯加入墨西哥国家行动党，开始步入政界，同年当选为墨西哥联邦议员。1995年当选为瓜纳华托州州长。他1999年作为国家行动党和绿色生态党组成的“变革联盟”总统候选人参加竞选，并在2000年7月举行的大选中当选总统，同年12月就职，任期6年。这次选举在墨西哥历史上具有重要意义，这是墨西哥革命制度党从1929年开始执政71年后，反对党总统候选人第一次胜选，实现了自1929年后第一次和平的政党輪替。
福克斯在任期间，年通货膨胀率維持在10%以下，言论自由得到巩固，中央银行储备增加，墨西哥比索对美元贬值不大。
2006年7月2日，墨西哥国家行动党的总统候选人费利佩·卡尔德龙當選，福克斯卸任。

## 荣誉

### 外国勋章奖章
- 大勋位菊花大绶章（日本，2003年10月[3]）：于2003年10月15日至18日对日本进行国事访问。